# Спасо-Суморин монастырь
Спасо-Суморин монастырь («Преображенский-Суморин монастырь») — мужской монастырь Великоустюжской епархии Русской православной церкви, расположенный в городе Тотьме Вологодской области на берегу реки Песья Деньга. Памятник архитектуры, объект культурного наследия России федерального значения.

## История

### До закрытия в 1919 году

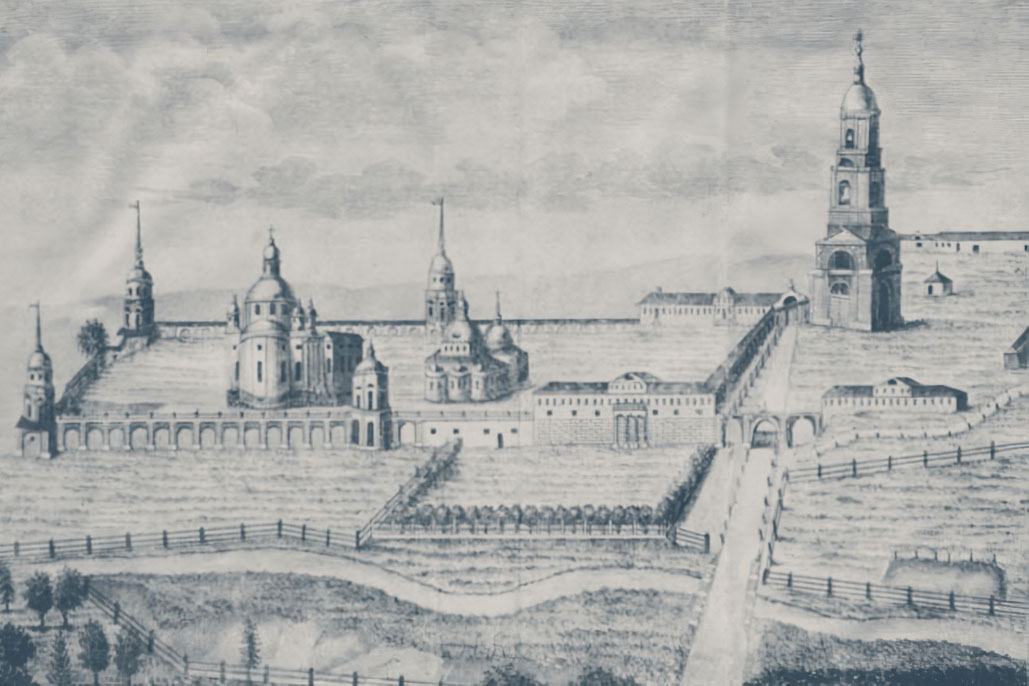
Гравюра с планом Спасо-Суморина монастыря, 1850 год

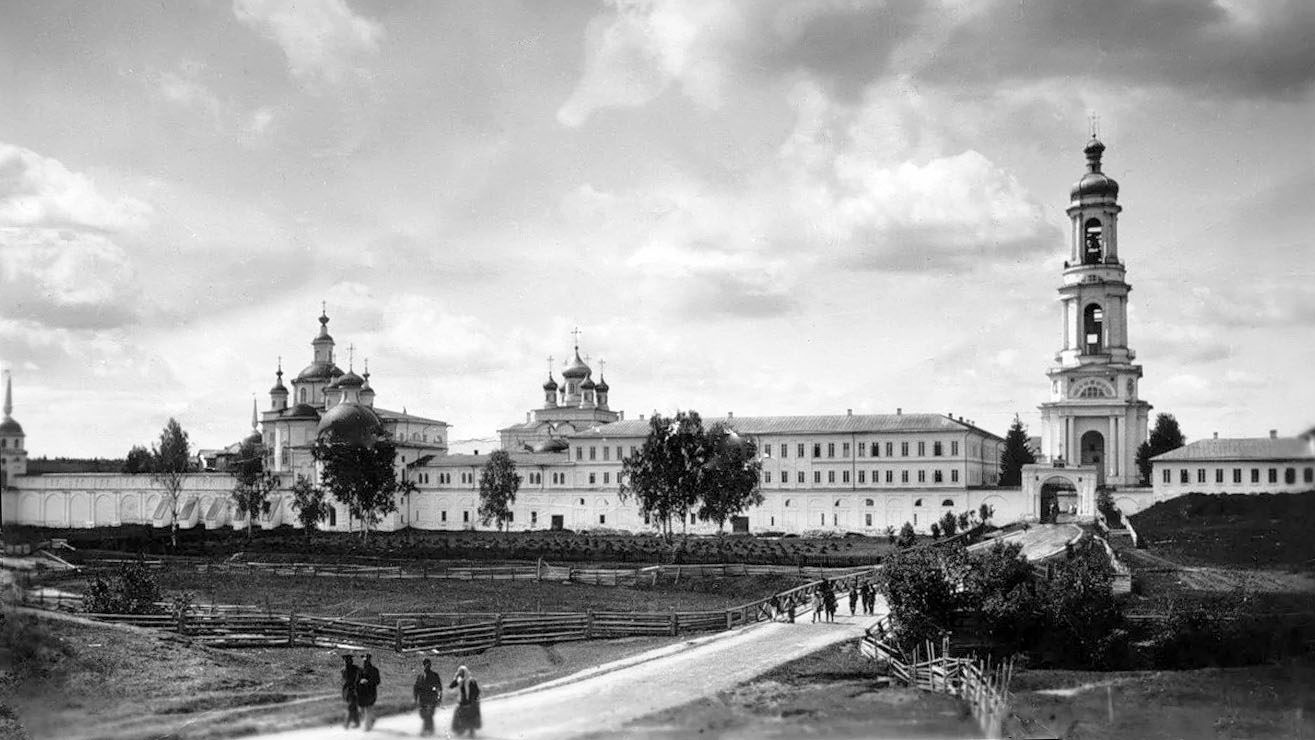
Спасо-Суморин монастырь в начале XX века

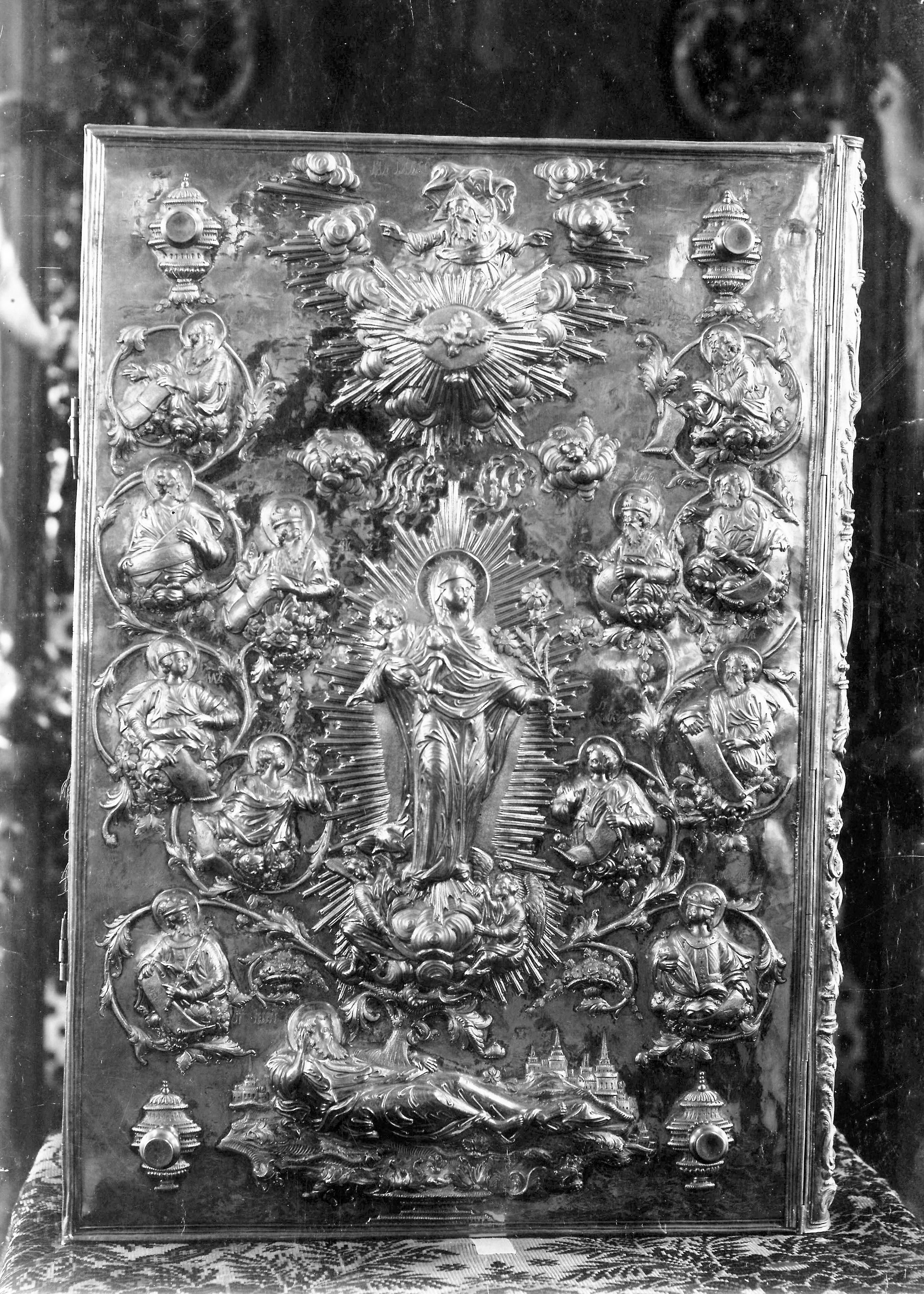
Оклад Евангелия ризницы Спасо-Суморина монастыря. Начало XX века

Монастырь основан в 1554 году и получил название по главной Спасской церкви и по фамилии основателя, преподобного Феодосия Суморина.  
Испросив грамоту от царя Ивана Грозного и с благословения Московского митрополита Макария он с помощью тотемских граждан возвёл деревянную шатровую церковь во имя Преображения Господня с трапезной. В 1568 году Феодосий умер и вскоре после его смерти была построена вторая церковь во имя Введение во храм Пресвятой Богородицы. В 1685—1689 годах ветхие деревянные церкви разобрали, вместо них возвели каменный собор с Введенским приделом, положивший начало последующему монументальному строительству в Тотьме. После обретения мощей преподобного Феодосия в 1796 году и повсеместном опубликовании о святости угодника, в 1801 году собор перестроили в теплый в духе архитектуры классицизма, сделав над ним надстройку с куполом и главой. Свой нынешний облик в духе сооружений архитектора Константина Тона здание приобрело после серьёзной перестройки в 1876—1880-х годах, в процессе которой собор надстроили и увенчали пятью главами, алтарную часть соорудили заново, а все фасады украсили обильным декором, стилизованным под архитектуру XVII века.
Главную роль в ансамбле играет Вознесенский собор. Первый деревянный храм Вознесения появился здесь вскоре после 1690 года. В 1757—1764 годах его сменило каменное сооружение, которое,  стало быстро оседать и разрушаться из-за слабого грунта. Поэтому в 1796—1801 годах был построен новый собор. Свой нынешний облик он приобрел к 1825 году, после пристройки к нему с западной стороны обширной трапезной с приделами и портиком. Вознесенский собор выполнен в стиле позднего классицизма. Архитектор И. Б. Медведев установил, что зодчим был Василий Казаков, сын архитектора Матвея Казакова. Интерьер Вознесенского собора почти не сохранил своего прежнего убранства, кроме лепнины в стиле классицизма в отделке стен. Стены и купол покрывают сильно испорченные росписи, выполненные в 1860-х годах академиком живописи Платоном Тюриным.
В 1823 году в монастыре был похоронен основатель Форта Росс Иван Кусков.
С 1832 года к монастырю приписана Дедовская Троицкая пустынь на Дедове острове реки Сухоны, основанная в 1676 году.
В составленной Петром Сойкиным книге «Православные русские обители» 1909 года отмечено, что при монастыре имеется странноприимный дом, богадельня на 10 человек и школа имени преподобного Феодосия, мощи которого хранятся Вознесенском соборном храме в драгоценной раке. При раке хранятся железная шапка, вериги и чётки Феодосия и чудотворная икона Божией Матери Суморинская. Местное празднование преподобному проводится 30 сентября. Кроме Вознесенского собора, в монастыре имеются еще следующие храмы: во имя Преображения Господня, во имя всех вологодских чудотворцев, трапезная церковь и церковь в честь Иоанна Златоуста во втором ярусе колокольни. Колокольня отличается необыкновенной высотой — около 35 саженей. В книге упоминается, что крёстные ходы совершались 30 августа, 2 и 5 сентября и 28 января.
В 1844 году над местом обретения мощей преподобного Феодосия устроена церковь во имя всех Вологодских чудотворцев. После закрытия в 1919 году здания Спасо-Суморина монастыря использовались для различных хозяйственных целей: в разное время здесь размещались техникум, воинская часть, отделы музея и другие учреждения.

### После 1991 года
С 1995 года ансамбль монастыря — объект культурного наследия федерального значения.
Работы по восстановлению велись за счет средств областной целевой программы «Наследие Вологодчины 2009-2011 годы», а также с привлечением волонтёров под контролем ГУК «Дирекция по реставрации и использованию памятников истории и культуры в Вологодской области». В 2008-2010 годах осуществлен скос травы на всей территории монастыря, убраны поросли деревьев со стен, спилены старые деревья, грозящие падением.
В июле 2014 года митрополит Вологодский Игнатий (Депутатов) благословил открытие Архиерейского подворья «Спасо-Суморин монастырь» и направил сюда настоятелем иеромонаха Феодосия (Писарева). В конце 2015 года здания Вознесенского и Преображенского соборов и северное крыло келейного братского корпуса были переданы в пользование Архиерейскому подворью «Спасо-Суморин монастырь» на 490 лет.
15 сентября 2016 года, в день памяти обретения мощей преподобного Феодосия Тотемского, в монастырь торжественным крестным ходом были возвращены мощи преподобного.

Фотографии
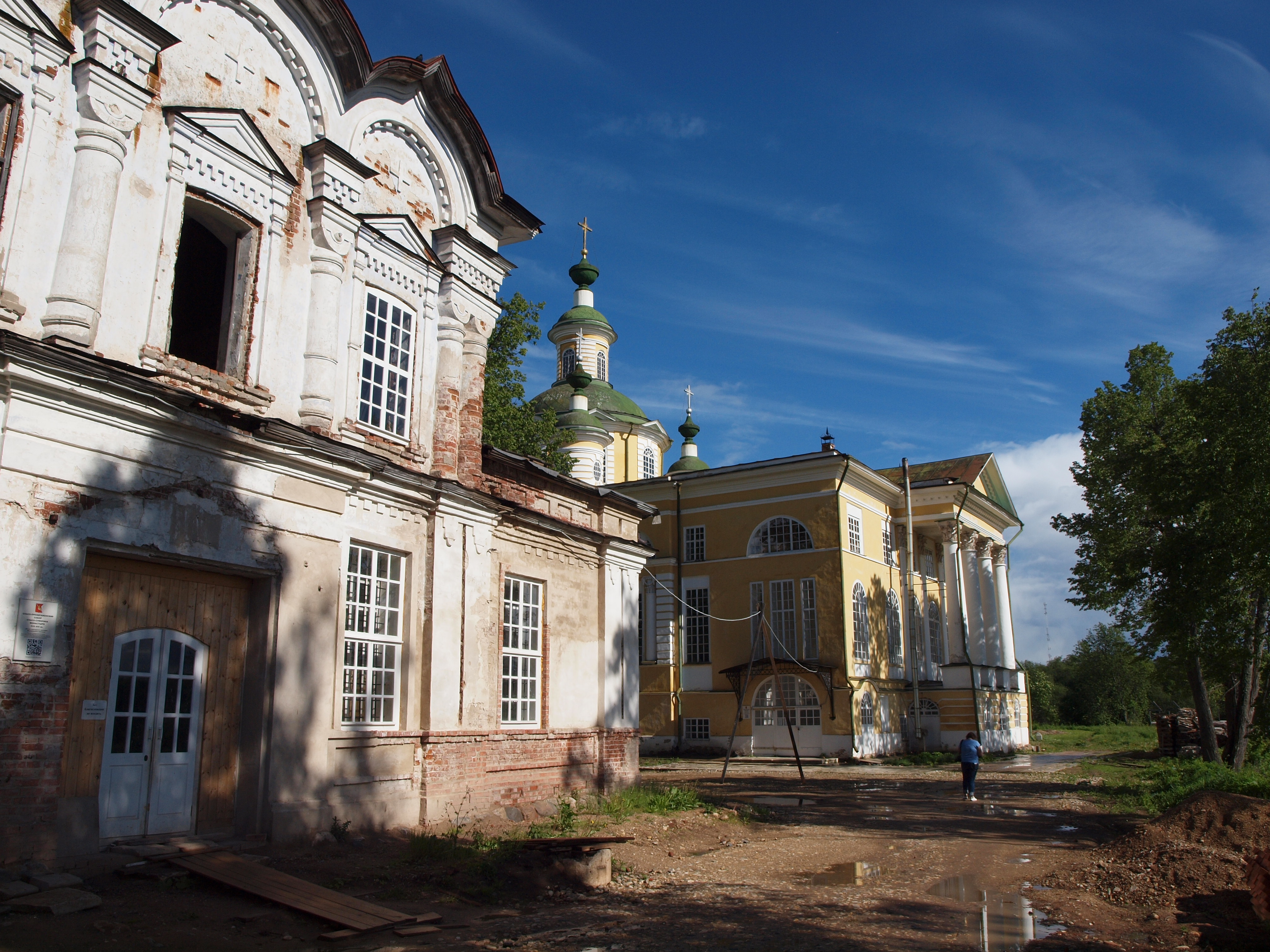
Собор Спасо-Преображенский, 2018 год
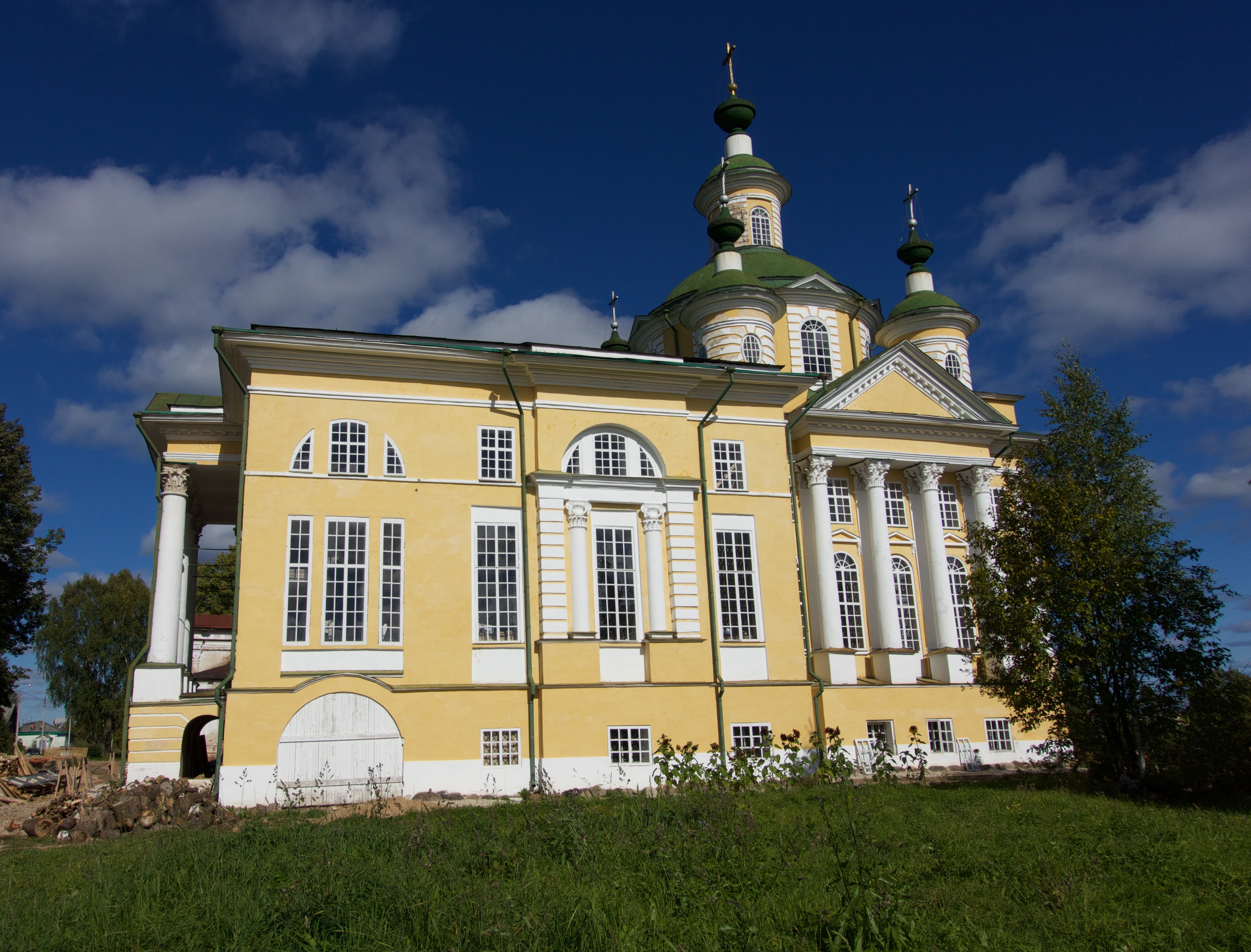
Вознесенский собор, 2015 год
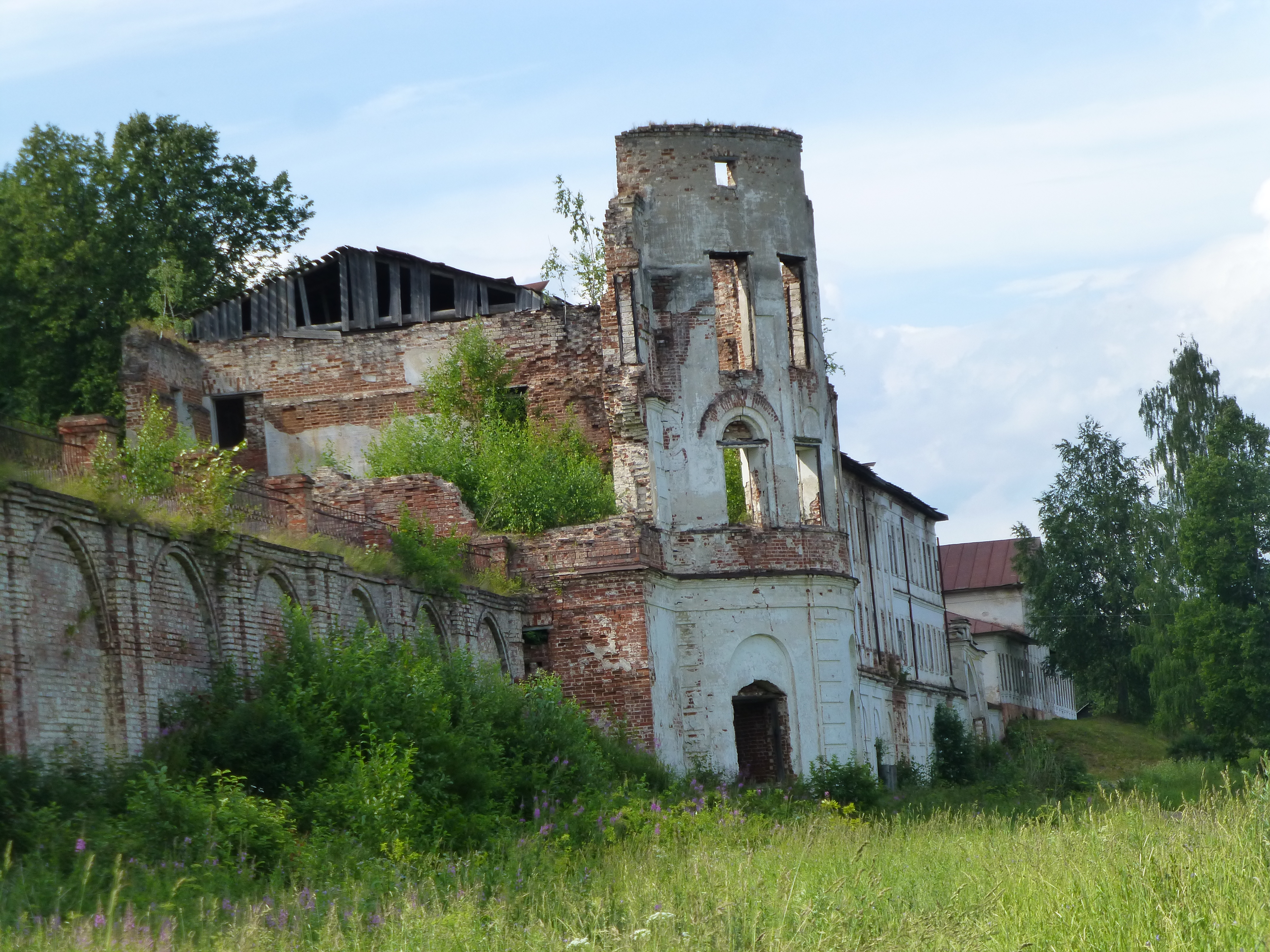
Успенская церковь, 2016 год